# 長覚寺
長覚寺（ちょうかくじ）は、愛媛県西条市新市にある、臨済宗東福寺派の寺院。山号は、福田山（ふくでんざん）。本尊は、阿弥陀如来（立像）。開山は、鉄牛印大和尚（観応2年2月13日示寂、号は鉄牛、諱は継印または景印）である。開基は、桑村治部少輔俊直公、戒名は長覚寺殿通庵虚明大居士神儀（天正13年7月12日歿）。

## 歴史
小千深躬（おちふかみ、越智深躬、河野深躬）が、桑村郡を治めるようになってから、桑村郡新市村北ノ町に館（桑村城）を構えていたとされ、やがて城主が桑村姓を名乗るようになったと伝えられている。桑村俊直が、天正の陣により、自害をした後、末裔が桑村城跡を寄進して、菩提を弔うために、長覚寺を建立したとされる。この地の300メートル南の「ころげ山」にあった庵寺を移したとされている。永禄11年（1568年）に鉄牛和尚を勧請したということが伝えられている。文政3年に、境内から、俊直の持念佛とされる十一面観音菩薩（三寸一分五厘）を発掘し、脇仏としたとされる。
本堂は、小松の神社の社を移築したものだと伝えられてきたが、小松藩の敷地内にあった神社の写真と一致することから、小松藩が解体されるときに、その社が移築されたものと考えられる。庫裡は、2012年（平成24年）に再建。以前の庫裡は、丹原町高知の大澤家（庄屋）の家屋を移築したものであった。再建された庫裡には、桑村家の「隅入り角に三つ星」の家紋が彫られている。
鎮守は、羽黒大権現、三島大明神、若宮大明神である。
歴代は、前住當山傳外預公禪師、當山中興大解脱和尚（法祖）、當寺再中興廣觀智大和尚、前住當山洞明俊和尚禪師（大分市賀来の圓成寺徒弟）、東福第一座當山湛海信和尚、贈普門當山快翁活西菴和尚禪師、東福東堂無安参和尚大禪師、前住東福當山誓願中興南齢辰和尚大禪師（石丸南齢和尚は、大本山東福寺住職が不在の時期に、東福寺執事長を務め、東福寺法堂建設に尽力、完成後、止喝庵・家永一道老師を管長として迎え、昭和８年に法堂の落慶法要を厳修して後、執事長を退任した）、前住東福當山文淨明和尚大禪師。
桑村俊直の命日である旧暦の7月12日から、月遅れとなる8月12日に長覚寺の先祖供養も併せて施餓鬼法要（現在は8月18日）を行い、「治部さん」の縁日としてと親しまれてきた。桑村治部少輔俊直公の法要と新市地区の盆踊りは、毎年8月12日に行われている。